# Атомарная операция
Атомарная (греч. άτομος — неделимое) операция — операция, которая либо выполняется целиком, либо не выполняется вовсе; операция, которая не может быть частично выполнена и частично не выполнена.
В данной статье описываются простейшие атомарные операции (чтение, запись и т. п.), хотя термин может относиться к более высокоуровневым операциям, таким как, например, серия запросов к СУБД в рамках одной транзакции.
Атомарные операции используются в многопроцессорных компьютерах и в многозадачных операционных системах для обеспечения доступа нескольких процессов и (или нескольких потоков одного процесса к разделяемым между ними ресурсам. Атомарная операция выполняется только одним потоком.

## Классификация
Атомарность операций может обеспечиваться аппаратно (аппаратурой) и программно (программным кодом). В первом случае используются особые машинные инструкции, атомарность выполнения которых гарантируется аппаратурой. Во втором случае используются специальные программные средства синхронизации, с помощью которых осуществляется блокировка разделяемого ресурса; после блокировки выполняется операция, которую требуется выполнить атомарно. Блокировка представляет собой атомарную операцию, которая либо предоставляет ресурс в пользование потоку, либо сообщает потоку о том, что ресурс уже используется другим потоком или процессом (занят).

## Ассемблерные инструкции и атомарность
Машинные инструкции, выполнение которых всегда можно считать атомарным:
- машинные инструкции для чтения данных из памяти по выровненному адресу и записи их в регистр общего назначения;
- машинные инструкции для чтения данных из регистра общего назначения и записи их в память по выровненному адресу;
- машинные инструкции, специально созданные для работы атомарно и обычно называемые атомарными инструкциями.

Машинные инструкции, которые не являются атомарными:
- машинные инструкции для чтения/записи данных по невыровненному адресу (выполняя одну из таких инструкций, процессор вынужден выполнить обращение к двум ячейкам памяти. В момент, когда процессор обращается к одной ячейке, другая ячейка может быть изменена другим процессором);
- все машинные инструкции вида «чтение-модификация-запись»[источник не указан 1030 дней] (выполнение одной такой инструкции сводится к чтению данных из памяти, изменению данных в АЛУ и записи данных в память. После чтения данных из памяти содержимое памяти может измениться);
- строковые машинные инструкции процессоров x86;
- машинные инструкции push и pop процессоров x86;
- машинные инструкции, работающие со специальными управляющими регистрами (подобные инструкции могут выполняться в течение нескольких процессорных тактов и порождать десятки или сотни обращений к памяти, используются только в системном программном обеспечении).

## Атомарные инструкции процессоров x86
Атомарные инструкции процессоров архитектуры x86:
- CMPXCHG, CMPXCHG8B, CMPXCHG16B — основная атомарная инструкция процессоров x86, выполняющая сравнение и обмен. При использовании с префиксом LOCK[1][2] атомарно сравнивает значение переменной с указанным значением и, в зависимости от результата сравнения, записывает в переменную указанное значение или ничего не делает. Является основой реализации всех безблокировочных алгоритмов, часто используется в реализации спинлоков, RWLock’ов и практически всех высокоуровневых синхронизирующих элементов, таких как семафоры, мьютексы, события и пр.;
- XCHG — операция для обмена данными между регистром и ячейкой памяти или между двумя регистрами. Атомарность этой операции имеет значение в случае, когда операндом команды выступает ячейка памяти. На процессорах x86 выполняется атомарно даже без использования префикса LOCK[3] (по этой причине следует избегать применения этой команды просто для обмена значений регистра и ячейки памяти, это вызовет ненужные и весьма существенные задержки выполнения кода). Часто используется в реализации спинлоков.

Кроме того, многие машинные инструкции вида «чтение-модификация-запись» выполняются атомарно при наличии префикса LOCK (опкод 0xF0), например, следующие:
- команды сложения и вычитания ADD, ADC, SUB и SBB в случае, если операнд-приёмник — адрес ячейки памяти;
- команды инкремента и декремента INC и DEC;
- логические команды AND, OR и XOR;
- однооперандные команды NEG и NOT;
- битовые операции BTS, BTR и BTC;
- операция сложения и обмена XADD.

Префикс LOCK вызывает блокировку доступа к памяти на время выполнения инструкции. Блокировка может распространяться на область памяти шире, чем длина операнда, например, на длину линии кэша.

## Атомарные инструкции процессоров RISC
Особенностью процессоров архитектур RISC является отсутствие инструкций вида «чтение-модификация-запись».
В процессорах RISC с архитектурами DEC Alpha, PowerPC, MIPS и ARM (ARMv6 и старше) поддерживается механизм неблокирующего эксклюзивного доступа к памяти. Атомарные операции реализуются с использованием пары инструкций эксклюзивного чтения-записи LL и SC следующим образом:
- загрузка с пометкой (LL — load linked);
- изменение данных;
- попытка записи (SC — store conditional).

Первая инструкция (LL) загружает данные из ячейки памяти в регистр и помечает ячейку, как ячейку для эксклюзивного доступа. Далее производятся необходимые изменения данных в регистре. Запись данных из регистра в память (SC) производится только в том случае, если значение ячейки памяти не менялось. Если значение менялось, три операции (LL, изменение данных и SC) следует повторить.

## Атомарные инструкции и компиляторы
Компиляторы языков высокого уровня, как правило, не используют при генерации кода атомарные инструкции, поскольку, во-первых, атомарные операции во много раз более ресурсоёмкие, чем обычные, а во-вторых, у компилятора нет информации о том, когда доступ к данным должен осуществляться атомарно (так как даже модификатор volatile для переменной в языках C/C++ не означает реальной необходимости применения атомарных операций).
В случае необходимости программист может использовать атомарные инструкции одним из следующих способов:
1. вставить атомарные инструкции в код, используя предоставляемый компилятором ассемблер, например, GCC Inline Assembly компилятора gcc;
2. использовать функции, предоставляемые компилятором и вызывающие атомарные инструкции, например, функции семейств __builtin_ или __sync_ компилятора gcc;
3. использовать функции, предоставляемые библиотеками и вызывающие атомарные инструкции, например, функции библиотеки Glib;
4. использовать языки программирования, поддерживающие атомарность, например, языки стандартов C11 и C++14, поддерживающие типы _Atomic и atomic и функции семейства atomic_[5].